# 斗 (星官)
是中国古代星官名，属三垣之中的天市垣，意为“天市测量液體的量器”，斗星官共由五星组成，在现在通用的88星座中分别属于武仙座和巨蛇座。

## 斗五星
- 斗一，武仙座ω，视星等4.59
- 斗二，
- 斗三，
- 斗四，武仙座29，视星等4.86
- 斗五，武仙座28，视星等5.65

## 斗增十四星
清钦天监1752年编成《仪象考成》星表，斗增加了14颗肉眼可见的星。